# Nuba-brydning
Nuba-brydning er en kampform af ceremoniel, social og sportslig karakter. Den praktiseres kun af Nuba-folket i Nuba Bjergene i provinsen Sydkordofan i det sydlige Sudan. Begivenheden begynder efter høsten i november. Udtagelsen af bryderne foregår gennem ældrerådet og det er en ære at deltage. Hvem, der faktisk skal kæmpe, annonceres først ved selve kampene.

## Stokkekamp
I forbindelse med brydningen bliver der ofte afholdt stokkekamp især af nuba-stammen moroerne. Kampformen er dog pga. mange fatale skader blevet forbudt.

### Film
- Nuba Wrestling by Rolf Husmann (1991)